# Estandarte del Ejército Bolivariano de Venezuela

Estandarte del Ejército Bolivariano de Venezuela.

El Estandarte del Ejército Bolivariano es la bandera del Ejército Bolivariano de Venezuela.

## Blasón
El Estandarte del Ejército, que lucieron en los uniformes los combatientes en las batallas de las Guerras de independencia hispanoamericanas; guio a los soldados para dar la libertad a Venezuela, Colombia, Ecuador, Perú, Bolivia y Panamá; forjó la Gran Colombia y es centinela de la Soberanía de la República Bolivariana de Venezuela.
Trae sobre su campo azur banda de gules y el Escudo del Ejército; el todo ornado de cabos de oro.

## Simbolismo
Simboliza, en sus esmaltes: el azur, el gules y el oro, los colores de los uniformes que el Libertador ordenó usar a sus Generales, por decreto del 17 de octubre de 1813, tercero de la Independencia y primero de la Guerra a Muerte.

## Formas y dimensiones
Estará formado por un rectángulo de 120 cm de longitud por 90 cm de latitud; su campo azur turquí llevará una banda encarnada, igual a la cuarta (4ª) parte de su longitud y la tercera (3ª) parte de su latitud, del extremo superior diestro con el inferior en siniestro atravesando ella diagonalmente el Estandarte; en el centro, el Escudo del Ejército bordado en sus colores originales; y su perímetro, ornamentado con flecos de oro.